# Gisela Lanza
Gisela Lanza (* 1973) ist eine deutsche Ingenieurin im Fachbereich Maschinenbau am Karlsruher Institut für Technologie und Aufsichtsratsmitglied in verschiedenen Unternehmen.
Ihre Forschungsschwerpunkte am wbk Institut für Produktionstechnik sind Produktionssystemplanung, globale Produktionsstrategien und Qualitätssicherung.

## Leben
Lanza studierte Wirtschaftsingenieurwesen am Karlsruher Institut für Technologie und promovierte dort 2004 zum Doktor der Ingenieurwissenschaften (Dr.-Ing.). Danach blieb sie am Institut als Oberingenieurin und wurde 2008 Inhaberin einer Shared Professorship in Kooperation mit der Daimler AG. Seit 2012 ist sie Inhaberin des Lehrstuhls für Produktionssysteme und Qualitätsmanagement am wbk Institut für Produktionstechnik, Karlsruher Institut für Technologie (KIT).
Lanza war Mitglied der Forschungsunion Wirtschaft – Wissenschaft und ist Mitglied des wissenschaftlichen Beirats der Deutschen Akademie der Technikwissenschaften sowie der nationalen Plattform Industrie 4.0. Im Jahr 2009 erhielt sie den Heinz-Maier-Leibnitz-Preis. 2016 wurde sie mit dem Bundesverdienstkreuz am Bande ausgezeichnet. Im Jahr 2022 wurde Gisela Lanza als Mitglied der Sektion Technikwissenschaften in die Nationale Akademie der Wissenschaften Leopoldina aufgenommen.

## Publikationen (Auswahl)
- mit Christoph Liebrecht und Daniel Zeranski: Analyse der Wirkzusammenhänge und Entscheidungsunterstützung für den Industrie 4.0-Methodeneinsatz. In: Zeitschrift für wirtschaftlichen Fabrikbetrieb, de Gruyter, 2018, Band 113, Heft 1–2
- mit Peter Nyhuis, Sarah Majid Ansari, Thorben Kuprat und Christoph Liebrecht: Befähigungs- und Einführungsstrategien für Industrie 4.0.  In: Zeitschrift für wirtschaftlichen Fabrikbetrieb, de Gruyter, 2017, Band 111, Heft 1–2
- mit Jürgen Gausemeier und Udo Lindemann: Produkte und Produktionssysteme integrativ konzipieren: Modellbildung und Analyse in der frühen Phase der Produktentstehung. Carl Hanser Verlag, München 2012, ISBN 978-3-446-42825-6.
- mit Horst Meier: Kooperative Geschäftsmodelle zu Integration von Sach- und Dienstleistung. VDMA-Verlag, Frankfurt am Main 2009, ISBN 978-3-8163-0569-9.